# Mylabris palliata
Mylabris palliata es una especie de coleóptero de la familia Meloidae.

## Distribución geográfica
Habita en Angola y Sudáfrica.